# 大开眼戒
《大開眼戒》（英語：Eyes Wide Shut）是一部1999年的情色驚悚片，由史丹利·寇比力克擔任導演、製片以及編劇之一。影片的劇情基礎來自亞瑟·史尼茲勒的1926年中篇小說《綺夢春色》，故事是從20世紀初的維也納轉移到1990年代的紐約市。本片講述醫生比爾·哈佛（湯姆·克魯斯飾演）的一場性愛冒險。哈佛在聽聞妻子愛麗絲（妮可·基嫚飾演）透露她一年前曾迷戀一個陌生人時，他不悅地離家，並在機緣巧合中，潛入了一個秘密結社的蒙面性派對，並因此招致了不可知的大危機。
這是史丹利·寇比力克的最後一部電影，他在展示給華納兄弟他的最後剪輯版的四天後去世。這部電影獲得正面為主的評價，主流正面評論讚揚了電影裡探討刻畫心理的手法。

## 劇情
比爾·哈佛是一名紐約市的帥氣、多金、醫術高超的醫生，有一名美麗的妻子愛麗絲，郎才女貌，並育有一個可愛的女兒海倫娜。由於行醫帶來的財富，讓比爾很開心地認為自己已經躋身上流社會。
比爾是富豪維多·齊格勒的私人醫生，並受齊格勒之約參加一場舞會。比爾認出了鋼琴師尼克，尼克是他醫學院的同學，卻輟學而成為鋼琴師。愛麗絲則被匈牙利富商山多·司法斯特邀舞，山多試圖誘惑她，而愛麗絲在酒精的催化下似乎有點春心蕩漾。兩名年輕美艷的小模乘機勾引比爾，比爾見兩人容貌出眾也逐漸動搖了心志。愛麗絲拒絕了山多·司法斯特後的性邀約後，卻因比爾與兩名小模的勾搭而憤怒。
比爾可能會背叛妻子時，派對主人齊格勒打斷了這場豔遇，因為齊格勒與年輕模特兒曼蒂性愛時吸毒助興，曼蒂過量服用了快球以致昏迷。齊格勒趕緊讓比爾進到樓上主臥室急救，隨即在比爾的回春妙手下，救起了曼蒂。
第二天，愛麗絲質問比爾是否與那兩個小模做愛，並憤怒地吸食大麻。比爾否認並好言相勸，還巴結地說女人比男人更忠貞。但大麻影響下的愛麗絲卻告訴比爾，自己曾在與比爾一起時，迷戀上一個只有一面之緣的英俊海軍軍官，甚至想私奔。比爾決定離家，去剛剛去世的病患內森遜家弔唁。
比爾在內森遜家中，被內森遜的女兒瑪莉·內森遜挑逗得恍恍惚惚，但瑪莉男友剛好進門，又打斷了豔遇。於是比爾在街上徘徊並遇到托蜜娜，比爾隨著托蜜娜到達她的公寓，但接到了愛麗絲打來的催促電話，要比爾趕快回家。
比爾在路上閒逛，在爵士樂俱樂部遇見尼克，得知尼克有一個通告，必須在一場「特殊派對」中蒙眼彈琴。比爾很好奇，好說歹說地讓尼克告知密碼，幫自己混進那個「特殊派對」。尼克告知比爾「特殊派對」是必須蒙面且穿上斗篷的，比爾於是去了一家服裝出租店，雖然店主米利奇先生正要打烊，比爾則用高價硬是租了一個面具跟斗篷。但米利奇此時發現她十幾歲的女兒米利奇小姐，正與兩個有變裝癖日本男人進行角色扮演甚至是魚水交歡，因而氣得將那兩個日本人禁錮在店中。
比爾乘計程車到了尼克提到的鄉間豪宅，並用了尼克的密碼進屋，他發現大家都是蒙面、穿著斗篷的，並在穿著紅色斗篷的「紅衣主教」的指引下瘋狂群交，一個男人認出了比爾，向比爾點頭致意，不過比爾並不在乎。另外還有一個蒙面女人認出了也是蒙面的比爾，並勸比爾趕快離開，警告他身處高度危險中。比爾不聽，還是繼續流連忘返，卻被「紅衣主教」抓到比爾是混入派對的，憤怒的「紅衣主教」逼迫比爾取下面具，並要給他「處罰」。那位叫比爾快跑的女人出面緩頰，並稱自己願意當比爾的替罪羊來接受「處罰」。比爾於是被驅逐出會場，並被警告不得洩漏「特殊派對」的秘密，否則將對比爾一家實行報復。
比爾想起了帶自己進入「特殊派對」的尼克，於是找到了尼克入住的飯店，櫃臺人員卻說尼克滿臉傷痕，被兩名彪形大漢帶走了。比爾擔心尼克的安危，於是開車前往鄉間豪宅想找尋蛛絲馬跡，卻被人遞了一封信，信中寫上比爾的姓名，並警告比爾即刻停止這些調查的舉動。
比爾去服裝出租店歸還衣服，發現自己的面具掉在派對上，只好賠償了面具的價格。但比爾發現米利奇先生沒有將兩個侵犯自己愛女的日本人送警法辦，反而三人一團和氣，原來米利奇先生可能是仙人跳這兩名日本人，或者因為有利可圖，已讓自己美貌的女兒成為雛妓。米利奇先生還當著愛女的面告知比爾，如果比爾想要，也可以進行「其他消費」，不過比爾並無心思。
比爾發現新聞中報導一名選美皇后因藥物過量而猝死，即刻前去該醫院的太平間，認出了是自己在齊格勒家救過的曼蒂，比爾於是推理出那晚是曼蒂犧牲性命，救了自己，心裏非常痛苦。齊格勒告訴比爾，千萬不要再繼續調查此案，其實齊格勒就是在派對上向比爾點頭致意的人。齊格勒輕描淡寫地講述了曼蒂的死亡：曼蒂吸毒死掉很正常，跟甚麼「處罰」是無關的。
比爾只好乖乖回家，發現了「特殊派對」上遺落的面具，正放在自己的枕頭上，而愛麗絲在旁沈睡。這代表「特殊派對」的人已經知道他家所在，並隨時可以破門而入，甚至在老婆在家的情況下也可以。比爾嚎啕大哭，並將這兩天發生的所有事情鉅細靡遺地告訴了愛麗絲。
第二天早上，他們與女兒海倫娜去了商場購買聖誕禮物，愛麗絲把海倫娜推向了顧客人潮，秘密地與比爾對談，並若有所思地說，他們應該感激還活著，並趕緊做愛。

## 演員
- 湯·告魯斯 飾演 醫生比爾·哈佛
- 妮歌·潔曼 飾演 爱丽丝·哈佛
- 薛尼·波勒 飾演 維多·齊格勒
- 瑪麗·理查森（英语：Marie Richardson） 飾演 瑪麗·內森遜
- 托德·菲爾德 飾演 尼克·南丁格爾
- 斯凱·杜·蒙特（英语：Sky du Mont） 飾演 山多·司法斯特
- 拉德·舍博德茲加（英语：Rade Šerbedžija） 飾演 米利奇先生
- 凡妮莎·蕭（英语：Vinessa Shaw） 飾演 托蜜娜
- 費·曼特森（英语：Fay Masterson） 飾演 莎莉
- 莉莉·索碧斯基 飾演 米利奇小姐（米利奇的女兒）
- 亞倫·甘明 飾演 酒店的服務臺接待員
- 里昂·維大力（英语：Leon Vitali） 飾演 紅衣主教
- 朱利安·戴維斯（英语：Julienne Davis） 飾演 曼蒂
- 托馬斯·吉布森 飾演 卡爾·湯瑪士
- Madison Eginton 飾演 海倫娜·哈佛

## 外部連結
- 官方网站
- 社会学介绍：大开眼戒的评论 Tim Kreider著（页面存档备份，存于）
- 互联网电影数据库（IMDb）上《Eyes Wide Shut》的资料（英文）
- 爛番茄上《大开眼戒》的資料（英文）
- Metacritic上《大开眼戒》的資料（英文）
- Box Office Mojo上《大开眼戒》的資料（英文）
- AllMovie上《大开眼戒》的资料（英文）
- 豆瓣电影上《大开眼戒》的資料 （简体中文）
- 開眼電影網上《大开眼戒》的資料（繁體中文）